# HD 108471
HD 108471，又名BD+09 2628，SAO 119413、HR 4741，是一颗恒星，视星等为6.37，位于銀經284.96，銀緯70.65，其B1900.0坐标为赤經12h 22m 36.8s，赤緯+9° 70.65′ 51″。